# Olios caprinus
Olios caprinus är en spindelart som beskrevs av Cândido Firmino de Mello-Leitão 1918. 
Olios caprinus ingår i släktet Olios och familjen jättekrabbspindlar. Inga underarter finns listade i Catalogue of Life.